# SNRNP48
SNRNP48 (англ. Small nuclear ribonucleoprotein U11/U12 subunit 48) – білок, який кодується однойменним геном, розташованим у людей на 6-й хромосомі. Довжина поліпептидного ланцюга білка становить 339 амінокислот, а молекулярна маса — 39 965.
| 10         |  | 20         |  | 30         |  | 40         |  | 50         |
| ---------- |  | ---------- |  | ---------- |  | ---------- |  | ---------- |
| MEGEPPPVEE |  | RRRLQEELNE |  | FVESGCRTLE |  | EVTASLGWDL |  | DSLDPGEEEA |
| AEDEVVICPY |  | DSNHHMPKSS |  | LAKHMASCRL |  | RKMGYTKEEE |  | DEMYNPEFFY |
| ENVKIPSITL |  | NKDSQFQIIK |  | QARTAVGKDS |  | DCYNQRIYSS |  | LPVEVPLNHK |
| RFVCDLTQAD |  | RLALYDFVVE |  | ETKKKRSDSQ |  | IIENDSDLFV |  | DLAAKINQDN |
| SRKSPKSYLE |  | ILAEVRDYKR |  | RRQSYRAKNV |  | HITKKSYTEV |  | IRDVINVHME |
| ELSNHWQEEQ |  | EKAEDDAEKN |  | EERRSASVDS |  | RQSGGSYLDA |  | ECSRHRRDRS |
| RSPHKRKRNK |  | DKDKNCESRR |  | RKERDGERHH |  | SHKRRKQKI  |  |            |

A: Аланін

C: Цистеїн

D: Аспарагінова кислота

E: Глутамінова кислота

F: Фенілаланін

G: Гліцин

H: Гістидин

I: Ізолейцин

K: Лізин

L: Лейцин

M: Метіонін

N: Аспарагін

P: Пролін

Q: Глутамін

R: Аргінін

S: Серин

T: Треонін

V: Валін

W: Триптофан

Задіяний у таких біологічних процесах, як процесинг мРНК, сплайсинг мРНК, альтернативний сплайсинг. 
Білок має сайт для зв'язування з іонами металів, іоном цинку. 
Локалізований у ядрі.